# Чоченьо (язык)
Чоченьо (Chochenyo, Chocheño, East Bay Costanoan) — мёртвый один из 8 языков олони, на котором раньше говорил народ чоченьо, ранее проживающий на восточной стороне залива Сан-Франциско, где в настоящее время располагаются округа Аламида и Контра-Коста, и внутри прибрежных гор Дьябло на территории штата Северная Калифорния в США. Также является одним из диалектов в утийской языковой семье. Лингвистически, чоченьо, рамайтуш и тамьен, как считается, являются близкородственными диалектами одного языка.